# Мир Умар
Мир Умар ибн Хайдар (узб. میر عُمَر ابن حیدر / Mir Umar ibn Haydar; 1810 год, Бухара — 1829 год, Коканд) — 6-й Эмир Бухары из узбекской династии Мангытов, который правил эмиратом с декабря 1826 года по апрель 1827 года (примерно четыре месяца). Занял престол эмирата в 16-летнем возрасте, заменив на этом посту своего умершего старшего брата — Мир Хусейна ибн Хайдара, который правил эмиратом всего два месяца после смерти своего отца — Сеид Хайдара ибн Шахмурада.
Мир Умар родился в 1810 году в Бухаре, и являлся вторым сыном (после Мир Хусейна) Сайид Хайдара ибн Шахмурада. У него также были еще несколько братьев, например Насрулла-хан, Зубейр-хан, Хамза-хан, Султан-хан.
В конце правления Мир Умара Бухара была осаждена его братом Насруллой, который сверг его в апреле 1827 года и сам пришел к власти. После свержения с престола Мир Умар бежал в Коканд.
Ахмад Дониш в своей книге «История мангытской династии» писал о Мир Умаре. В частности там говорилось:
|  | Действительно, через небольшой промежуток времени он [Умар] был свергнут и бежал из Бухары. На чужбине он погиб. … Правил он меньше четырех месяцев. Развратный и распутный по натуре, он за небольшой промежуток времени получил полную меру наслаждений и удовольствий и даже сделал запас на остаток жизни. За едой, ночью или днем он не мог обойтись без вина и музыкантов и постоянно был пьян и в бесчувствии. Вплоть до того, что, будучи правителем, он даже не знал о том, что Бухара осаждена его братом Насруллой, прибывшим из Самарканда. Относительно же звуков выстрелов из ружей и луков, доносившихся из-за города, его приближенные уверяли в том, что это его собственные охотники упражняются в стрельбе в цель из ружей и луков, [говоря]: «Вы не волнуйтесь!» И [это продолжалось] до тех пор, пока войско эмира Насруллы не одержало победу над Бухарой, подошло к воротам арка и сломало их. Эмир же в это время был занят слушанием игры на арфе, бубнах и барабане. В то время спас его один из видных улемов. Он накинул на него паранджу, как на женщину, и вывел за пределы Арка. И тот отправился туда, куда [глаза глядят].Ахмад Дониш, «История мангытской династии» |

## Смерть
Существуют несколько версии о смерти Мир Умара. Согласно бухарскому историку Абдалазиму Сами и первому узбекскому профессору А. Фитрату — Мир Умар был убит шпионом эмира Насруллы, неким Хайрулла-беком, который привёз голову Мир Умара в Бухару и показал эмиру в качестве доказательства.
Согласно кокандскому историку Мирзе Олима Махдума ходжи, эмир Насрулла не отдавал приказ убить Мир Умара, а он погиб от холеры и тело его было привезено в Бухару и похоронено возле могилы своего деда Даниял-бия, в комплексе Бахауддина Накшбанда.
По А. Бёрнсу после смерти Мир Умара, с Коканда в Бухару был перенесён его прах.